# A-355
La A-355 es una carretera autonómica andaluza que une las poblaciones de Cártama y Marbella, ambas en la provincia de Málaga. Transcurre en su totalidad por suelo de dicha provincia.

## Poblaciones que atraviesa y enlaces
- enlace con la A-357(Campillos-Málaga)
- enlace con la A-366 (Ronda - Coín)
- enlace con la A-404 (Coín-Churriana)
- Monda
- Puerto de Ojén
- Ojén
- Huerta del Prado
- Enlace con la AP-7 (al norte de Marbella)